# Podskup
U matematici, a posebno u teoriji skupova, skup A je podskup skupa B ako je A sadržan u B. Pritom A može biti jednak B.

## Definicije
Ako su A i B skupovi, i svaki element iz A  je također i element iz B, onda:
- A je podskup skupa B, u oznaci {\displaystyle A\subseteq B},

ili ekvivalentno
- B je nadskup skupa A, u oznaci {\displaystyle B\supseteq A}.

Ako je A podskup od B, ali A nije jednak B (to jest, postoji barem jedan element u B koji ne postoji u A), onda 
- A je također pravi podskup od B; ovo se zapisuje kao {\displaystyle A\subsetneq B}.

ili ekvivalentno
- B je pravi nadskup od A; ovo se zapisuje kao {\displaystyle B\supsetneq A}.

Za svaki skup S, relacija inkluzije ⊆ je parcijalni uređaj na skupu 2S svih podskupova od S (partitivni skup od S).

## Simboli ⊂ i ⊃
Ponekad se zapisuje A ⊂ B umjesto A ⊆ B da bi označili da je A podskup od B. Slično, ponekad se piše A ⊃ B da bi označili da je A nadskup od B. Po ovoj konvenciji, ako je sve što znamo da je A ⊂ B, još uvijek je moguće da su A i B jednaki skupovi.
Nekad se simboli ⊂ i ⊃ koriste da označe prave podskupove ili nadskupove umjesto {\displaystyle \subsetneq } i {\displaystyle \supsetneq }. Ovo korištenje čini simbole ⊆ i ⊂ analogne simbolima ≤ i <. Na primjer, ako x ≤ y onda x može biti jednako y, ali ne mora, ali ako je x < y, onda x sigurno nije jednako y, već je strogo manje od y. Slično, ako se uzme da ⊂ znači pravi podskup, onda ako A ⊆ B, slijedi da A može ali ne mora biti jednako B, ali ako A ⊂ B, onda A sigurno nije jednako B.

## Primjeri
- Skup {1, 2} je pravi podskup skupa {1, 2, 3}.
- Svaki skup je podskup samog sebe, ali nije pravi podskup samog sebe.
- Prazan skup, u oznaci ∅, je također podskup svakog danog skupa X. Prazan skup je uvijek pravi podskup, osim sebi samom.
- Skup {x : x je prost broj veći od 2000} je pravi podskup skupa {x : x je neparan broj veći od 1000}
- Skup prirodnih brojeva je pravi podskup skupa racionalnih brojeva, a skup točaka na dužini je pravi podskup skupa točaka na pravcu na kojem ta dužina leži. Ovo su kontraintuitivni primjeri kod kojih su i dio i cjelina beskonačni, i dio ima isti broj elemenata kao cjelina.